# Monotrysia
Sous-ordre
Super-familles de rang inférieur
- Nepticuloidea
- Andesianoidea
- Adeloidea
- Palaephatoidea
- Tischerioidea

Les Monotrysia sont un groupe de lépidoptères qui était parfois considéré comme un sous-ordre, mais qui n'est plus reconnu comme valide dans les classifications actuelles car il n'est pas monophylétique. On considère parfois qu'il regroupe tous les Heteroneura qui ne sont pas des Ditrysia. 
Les Monotrysia sont des papillons de petite taille, relativement mal connus, qui ont pour point commun que tous les organes sexuels de la femelle débouchent sur un même orifice (vestibulum), lequel sert aussi bien à la ponte qu'à l'accouplement. Ils s'opposent en cela aux Ditrysia, groupe chez lequel les femelles possèdent deux ouvertures sexuelles distinctes.